# NGC 4486B
NGC 4486B (други обозначения – MCG 2-32-101, UGCA 283, 1ZW 38, VCC 1297, PGC 41327) – компактна елиптична галактика (E0) в съзвездието Дева.
Обектът не влиза в оригиналната редакция на „Нов общ каталог“, а е добавен по-късно.

## Свръхмасивна черна дупка
Галактиката има двойно ядро (по подобие на M31) и съдържа свръхмасивна черна дупка, чиято маса (около 6+3
−2·108 M☉) е 9 – 11% от масата на цялата галактика. Това съотношение е рекордно до откриването на черната дупка в центъра на NGC 1277 c маса от 14% от масата на галактиката.